# Il pastor fido (film 1918)
Il pastor fido è un film muto italiano del 1918 diretto da Telemaco Ruggeri ispirato all'omonimo poema di Giovan Battista Guarini.